# Sylvie Meis

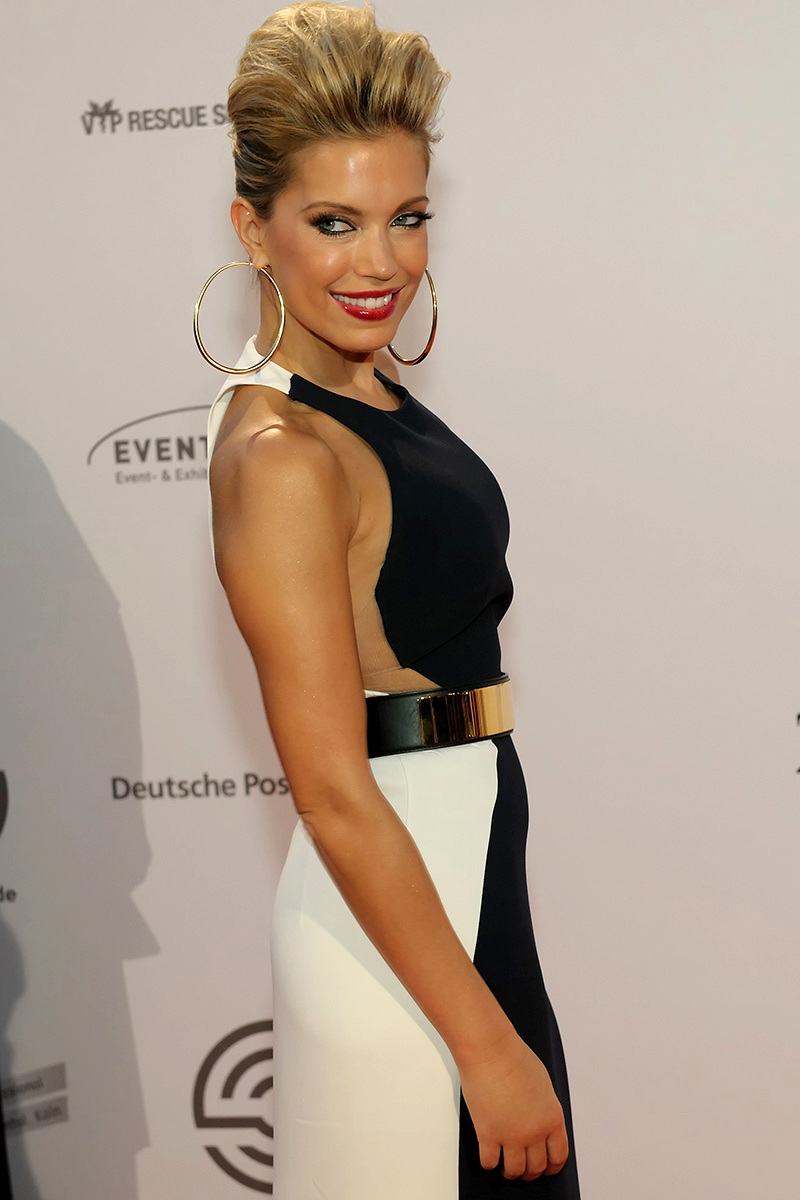
Sylvie Meis

Sylvie Françoise van der Vaart, născută Sylvie Françoise Meis (n. 13 aprilie 1978, Breda, Țările de Jos) este o actriță și moderatoare neerlandeză.

## Date biografice
Sylvie este din anul 2003 moderatoare la postul "The Music Factory" (TMF), de la televiziunea olandeză. La 10 mai 2005 s-a căsătorit cu fotbalistul Rafael van der Vaart, cu care are un fiu. În toamna anului 2008, ea face parte din comisia Supertalente (RTL) împreună cu Dieter Bohlen și Bruce Darnello. În emisiunea Strand-Soap Costa, a jucat ani de-a rândul rolul femeii de la bar. În anul 2003 este aleasă ca cea mai sexy femeie din Olanda. În 2005 se mută la Hamburg, putând fi văzută în diferite emisiuni show germane. Ea moderează în emisiunile de acordare a premiilor Bambi. La data de 16 iunie 2009, a fost diagnosticată cu cancer la sân, după care a început un tratament intensiv de chimioterapie. În vara aceluiași an lucrează ca fotomodel la BMW și Gillette.